# 루밍저
루밍저(중국어 정체자: 魯明哲, 병음: Lǔ Míngzhé, 1963년 12월 4일 ~ )는 타이완의 정치인이다. 2020년 타오위안시 제3선거구의 입법위원으로 당선된다.